# Degersheim
Degersheim är en ort och kommun i distriktet Wil i kantonen Sankt Gallen, Schweiz. Kommunen har 4 132 invånare (2023).
I kommunen finns även orten Wolfertswil.